# Rioteria submacula
Rioteria submacula là một loài ruồi trong họ Tachinidae.